# Бурк, Фиона
Фиона (Фи) Бурк (англ. Fiona "Fi" Bourke; род. 16 октября 1988, Данневирк) — новозеландская гребчиха, выступавшая за сборную Новой Зеландии по академической гребле в 2010—2015 годах. Чемпионка мира, победительница этапов Кубка мира, участница летних Олимпийских игр в Лондоне.

## Биография
Фиона Бурк родилась 16 октября 1988 года в городе Данневирк, Новая Зеландия.
Заниматься академической греблей начала в 2007 году во время учёбы в Университете Отаго в Данидине, состояла в местной гребной команде, неоднократно принимала участие в различных студенческих регатах.
Впервые заявила о себе на международной арене в сезоне 2010 года, выиграв серебряную медаль в восьмёрках на молодёжном мировом первенстве в Бресте. Попав в основной состав новозеландской национальной сборной, выступила на взрослом домашнем чемпионате мира в Карапиро, где финишировала шестой в зачёте парных четвёрок.
В 2011 году в парных четвёрках выиграла бронзовые медали на этапах Кубка мира в Гамбурге и Люцерне, а также на мировом первенстве в Бледе.
Благодаря череде удачных выступлений удостоилась права защищать честь страны на летних Олимпийских играх 2012 года в Лондоне — в программе четвёрок парных сумела квалифицироваться лишь в утешительный финал В и расположилась в итоговом протоколе соревнований на седьмой строке.
После лондонской Олимпиады Бурк ещё в течение некоторого времени оставалась в составе гребной команды Новой Зеландии и продолжала принимать участие в крупнейших международных регатах. Так, в 2013 году в парных двойках она одержала победу на этапе Кубка мира в Сиднее, получила серебряную награду на этапе в Люцерне и на чемпионате мира в Чхунджу — здесь в решающем заезде пропустила вперёд только экипаж из Литвы.
В 2014 году в той же дисциплине была лучшей на этапе Кубка мира в Люцерне и на мировом первенстве в Амстердаме.
На сезон 2015 года перешла в одиночки: заняла 14 и 5 места на этапах Кубка мира в Варезе и Люцерне соответственно, заняла 16 место на чемпионате мира в Эгбелете.